# سرخس ماده
ماده‌سرخس(نام علمی: Athyrium) نام یک سرده از تیره ماده‌سرخسیان است.